# Due buoi, una pecora e un cavallo presso delle rovine
Due buoi, una pecora e un cavallo presso delle rovine è un dipinto di Dirck van den Bergen. Eseguito probabilmente verso il 1665, è conservato nella National Gallery di Londra.

## Descrizione
Si tratta di un dipinto di genere, dall'ambientazione mediterranea, probabilmente italiana.

## Attribuzione
Il dipinto era in origine attribuito a Adriaen van de Velde, di cui il van den Bergen era allievo, come molte altre opere di attribuzione incerta fra i due. L'attuale attribuzione è di natura comparativa.